# Caphornia flavicosta
Caphornia flavicosta là một loài bướm đêm trong họ Noctuidae.